# كلخ طنجي
الكلخ الطنجي (باللاتينية: Ferula tingitana) نوع نباتي يتبع جنس الكلخ من الفصيلة الخيمية.

## الموئل والانتشار
النبات واطن في بلاد الشام والمغرب العربي وتركيا وإسبانيا.

## مرادفات للاسم العلمي
- (باللاتينية: Agasulis tingitana (L.) Raf.)
- (باللاتينية: Ferula bolivari Pau)
- (باللاتينية: Ferula sancta Boiss.)